# واشینگتن کراسینگ (پنسیلوانیا)
واشینگتن کراسینگ (به انگلیسی: Washington Crossing) یک منطقهٔ مسکونی در ایالات متحده آمریکا است که در شهر بالای میکفیلد واقع شده‌است. واشینگتن کراسینگ ۱۷٫۰۷ متر بالاتر از سطح دریا واقع شده‌است.